# Келлі Гейл
Келлі Гейл (швед. Kelly Gale; нар. 14 травня 1995 року, Гетеборг) — шведська модель індійсько-австралійського походження.

## Біографія
Її мати народилася в місті Пуна в Індії, батько, родом з Татура, в Австралії. Келлі Гейл народилася в 1995 році в Гетеборзі. З раннього дитинства займалася спортом — грала у футбол і теніс, шкільну освіту отримала в приватній школі Göteborgs Högre Samskola.
У віці 13 років була помічена модельним агентом у кафе в Гетеборзі. Спочатку батьки виступили проти участі Келлі в модельному бізнесі, проте пізніше пом'якшили свою позицію.
Першим успіхом був контракт з компанією H&M. Уперше на великий подіум вийшла на показі Chanel у 2012 році. У 2013 році вперше була запрошена на підсумковий показ Victoria's Secret Fashion Show.
У різний час Келлі Гейл брала участь в показах: Azzedine Alaia, Chanel, Monique Lhuillier, Tommy Hilfiger, Band of Outsiders, Narciso Rodriguez, Vivienne Tam, Ralph Lauren, Christopher Kane, Reem Acra, Tom Ford, Jean Paul Gaultier, John Galliano, Academy of Arts, Diane von Fürstenberg, Nanette Lepore, l'wren Scott, Thomas Tait, Houghton, Rag & Bone і Victoria's Secret.
У вересні 2016 потрапила на обкладинку журналу Playboy. В 2013, 2014 і 2016 роках була запрошена на підсумковий показ «Victoria's Secret».
Проживає в Нью-Йорку. Веде здоровий спосіб життя, звертаючи посилену увагу на правильне харчування. Займається спортом, зокрема: силовою ходьбою, бігом, боксом і йогою.